# Podejrzana
Podejrzana (tytuł oryg. Home Room) – amerykański niezależny dramat filmowy z 2002 roku, wyreżyserowany przez Paula F. Ryana (także autora scenariusza filmowego). Jego światowa premiera miała miejsce 12 kwietnia 2002 r. podczas Taos Talking Picture Festival, a 5 września 2003 r. film wypuszczono do dystrybucji kinowej. Fabuła nawiązuje do masakry w Columbine High School w 1999 r.
W Polsce projekt nie spotkał się z dystrybucją, został za to zaprezentowany widzom telewizyjnym przez stację HBO.

## Zarys fabuły
W wyniku strzelaniny, w szkole średniej ginie dziewięć osób, w tym sprawca zbrodni. Sprawą zajmuje się detektyw Martin Van Zandt. Jego uwagę przykuwa Alicia Browning – gotka, szkolna outsiderka, która cały czas znajdowała się w centrum tragicznych wydarzeń, a mimo to uszła z życiem z masakry.

## Obsada
- Busy Philipps – Alicia Amanda Browning
- Erika Christensen – Deanna Cartwright
- Victor Garber – detektyw Martin Van Zandt
- Raphael Sbarge –  Macready
- Ken Jenkins – policjant
- Holland Taylor – doktor Hollander
- Arthur Taxier – pan Browning
- James Pickens Jr. – dyrektor Robbins
- Constance Zimmer – asystent Kelly
- Richard Gilliland – pan Cartwright
- Roxanne Hart – pani Cartwright
- Agnes Bruckner – Cathy
- Nathan West – James
- Theodore Borders – Terrance
- Ben Gould – Doug
- Jenette Goldstein – pielęgniarka

## Nagrody i wyróżnienia
- 2002:
  - Nagroda Audiencji w kategorii najlepszy film fabularny podczas Santa Cruz Film Festival (nagrodzony: Paul F. Ryan)
  - nominacja do Taos Land Grant Award podczas Taos Talking Picture Festival (Paul F. Ryan)
- 2003:
  - Chamizal Award podczas Chamizal Independent Film Festival (Paul F. Ryan)